# HK Magnitka
Hockeyklub Magnitka (russisk: Хоккейный Магнитка) er en professionel russisk ishockeyklub fra Magnitogorsk, og som har hjemmebane i Børnesportspaladset. Klubben blev grundlagt i 2024 som ny farmerklub for KHL-holdet Metallurg Magnitogorsk, og siden da har klubben spillet i Ruslands næstbedste ishockeyliga, VHL. 

## Historie
Tekst mangler, hjælp os med at skrive teksten

## Sæsoner

### VHL(2024-)
| VHL     | VHL       | VHL       | VHL       | VHL       | VHL       | VHL       | VHL       | VHL       | VHL       | VHL      |
| Sæson   | Grundspil | Grundspil | Grundspil | Grundspil | Grundspil | Grundspil | Grundspil | Grundspil | Grundspil | Slutspil |
| Sæson   | Division  | Plac.     | K         | V         | Vo        | To        | T         | Målscore  | Point     | Slutspil |
| ------- | --------- | --------- | --------- | --------- | --------- | --------- | --------- | --------- | --------- | -------- |
| 2024-25 | -         | 16/33     | 64        | 31        | 3         | 8         | 22        | 162-148   | 76        |          |

## Trænere
Tekst mangler, hjælp os med at skrive teksten